# 後樂園站

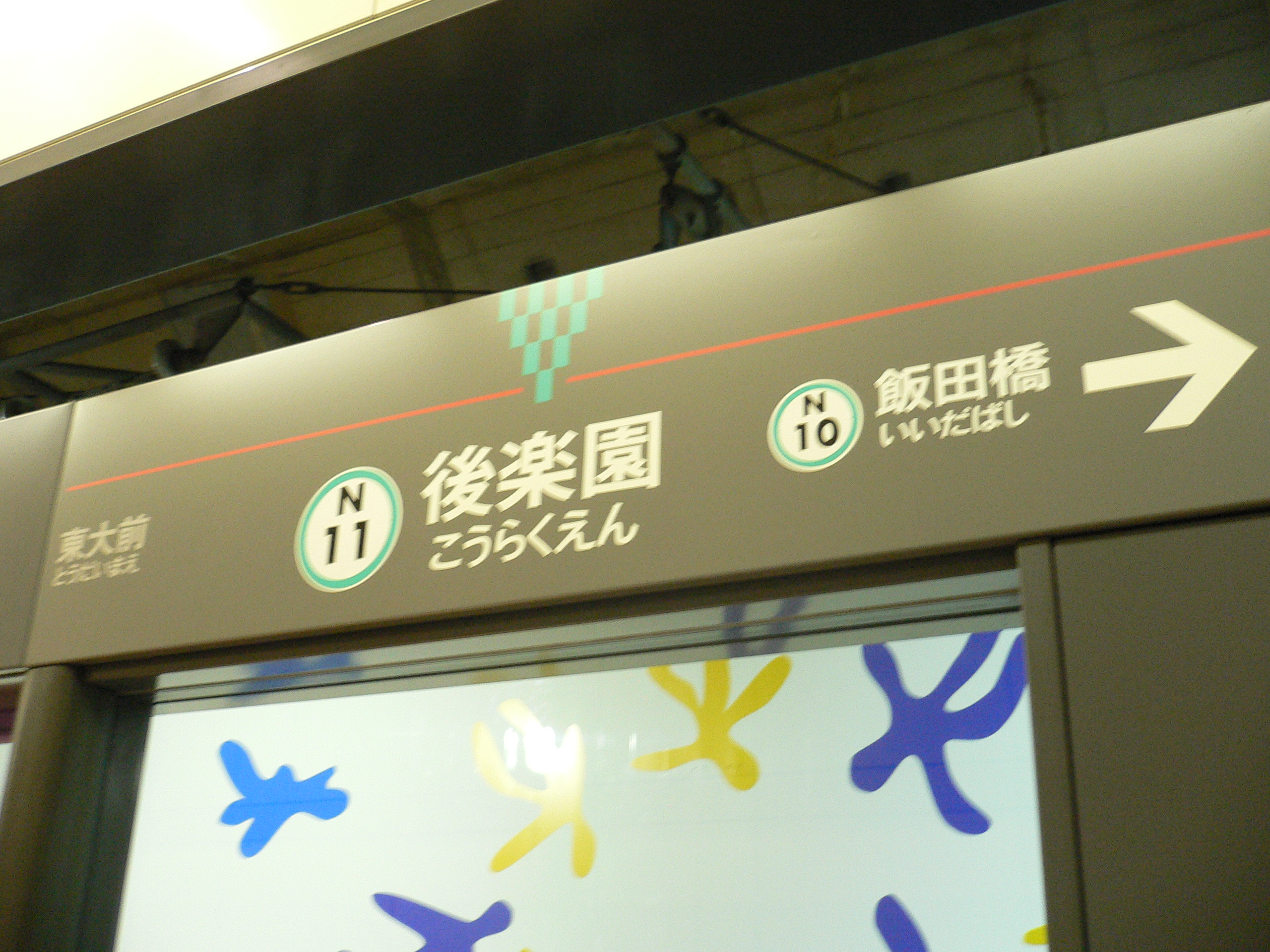
南北線編號（2005年6月）

後樂園站（日语：／ Kōrakuen eki */?）是位於日本東京都文京區春日，屬於東京地下鐵的鐵路車站。

## 概要
本站為最靠近東京巨蛋城的車站，丸之內線與南北線皆在本站停靠。丸之內線的車站編號是M 22，南北線的車站編號則是N 11。此站亦與春日站鄰接，可轉乘都營地下鐵三田線、大江戶線。
本站為站務管區所在站，並作為後樂園站務管區管理後樂園地域、東京地域和王子地域。

## 歷史
- 1954年（昭和29年）1月20日：營團地下鐵丸之內線後樂園站開業。
- 1994年（平成6年）4月15日：營團地下鐵第一座車站大樓「METRO M後樂園」啟用[3]。引入繼續定期券售票機[4][5]。
- 1996年（平成8年）3月26日：營團地下鐵南北線後樂園站開業。成為轉乘站。同時南北線站內啟用空調[6]。
- 1999年（平成11年）
  - 5月3日：女性站員開始深夜勤務（營團首次。與池袋站、四谷站同時。）[7]。
  - 9月：入選關東車站百選（第三回）[8]。
- 2000年（平成12年）12月12日：都營大江戶線開業，同時開始與都營地下鐵三田線、大江戶線站外轉乘（連接：春日站）。
- 2004年（平成16年）4月1日：營團地下鐵民營化，丸之內線、南北線由東京地下鐵繼承。
- 2006年（平成18年）7月1日：「METRO M後樂園」的管理、營運由東京地下鐵移交給Metro properties[9]。
- 2007年（平成19年）3月14日：丸之內線啟用月台門。
- 2013年（平成25年）3月16日：導入站內通過服務。（後樂園站⇔春日站）
- 2015年（平成27年）3月13日：南北線更換發車音樂。此站採用《帶我去看棒球賽》[10]。

### 站名由來
站名來自於附近的小石川後樂園。

## 車站構造
丸之內線為相對式月台2面2線的高架車站，月台與線路位於車站大廈（Metro M後樂園）2樓。2號月台（池袋方向）往本鄉三丁目方向設有直通車站大樓的剪票口。開業至1980年代末期，本站是形似蒲鉾的高架月台。之後進行改建，採用常見的相對式月台屋頂，並建造新站房與車站大樓。
茗荷谷側設有兩條留置線，連結池袋方向線路。儘管中野檢車區小石川分室所在的茗荷谷站就在下一站，但此留置線主要是提供給過去疏散後樂園競輪場（1972年廢止）觀眾的臨時列車使用。現行時刻表則由早晨本站始發往池袋與早晨尖峰時刻後新宿方向開往本站的終停列車（周六日新宿終停列車折返回送）使用此留置線。
南北線是地下6層島式月台1面2線的地下車站。月台位於地下37.5公尺，其深度在東京地下鐵車站中僅次於千代田線國會議事堂前站（地下37.9公尺）。南北線線路在本站南側穿過東京巨蛋下方。
南北線原先計畫在中央大學後樂園校區下方設站，並規劃行走現在大江戶線至至飯田橋站，之後為了縮短與春日站的轉乘距離而改至現在的位置。另外，車站建設時同時建設地下腳踏車停車場。
丸之內線車站與三田線春日站之間有段距離，原先視為不同車站，在南北線與大江戶線通車後完成丸之內線與三田線的連絡通道，兩站成為轉乘站。但丸之內線月台與三田線月台仍有約450公尺的距離。北站除了有與春日站轉乘專用的連絡剪票口（東京都交通局大江戶線春日站管理），丸之內線月台轉乘資訊也已加上「春日」。另外，2013年3月16日起導入站內通過服務，由此連絡剪票口至春日站內視同站內移動。

### 月台配置
| 月台                  | 路線     | 目的地                       |
| --------------------- | -------- | ---------------------------- |
| 丸之內線月台（2樓）   |          |                              |
| 1                     | 丸之內線 | 東京、銀座、新宿、荻窪方向   |
| 2                     | 丸之內線 | 茗荷谷、新大塚、池袋方向     |
| 南北線月台（地下6樓） |          |                              |
| 3                     | 南北線   | 王子、赤羽岩淵、浦和美園方向 |
| 4                     | 南北線   | 白金高輪、目黑、日吉方向     |

（來源：東京地下鐵:構內圖 （页面存档备份，存于））

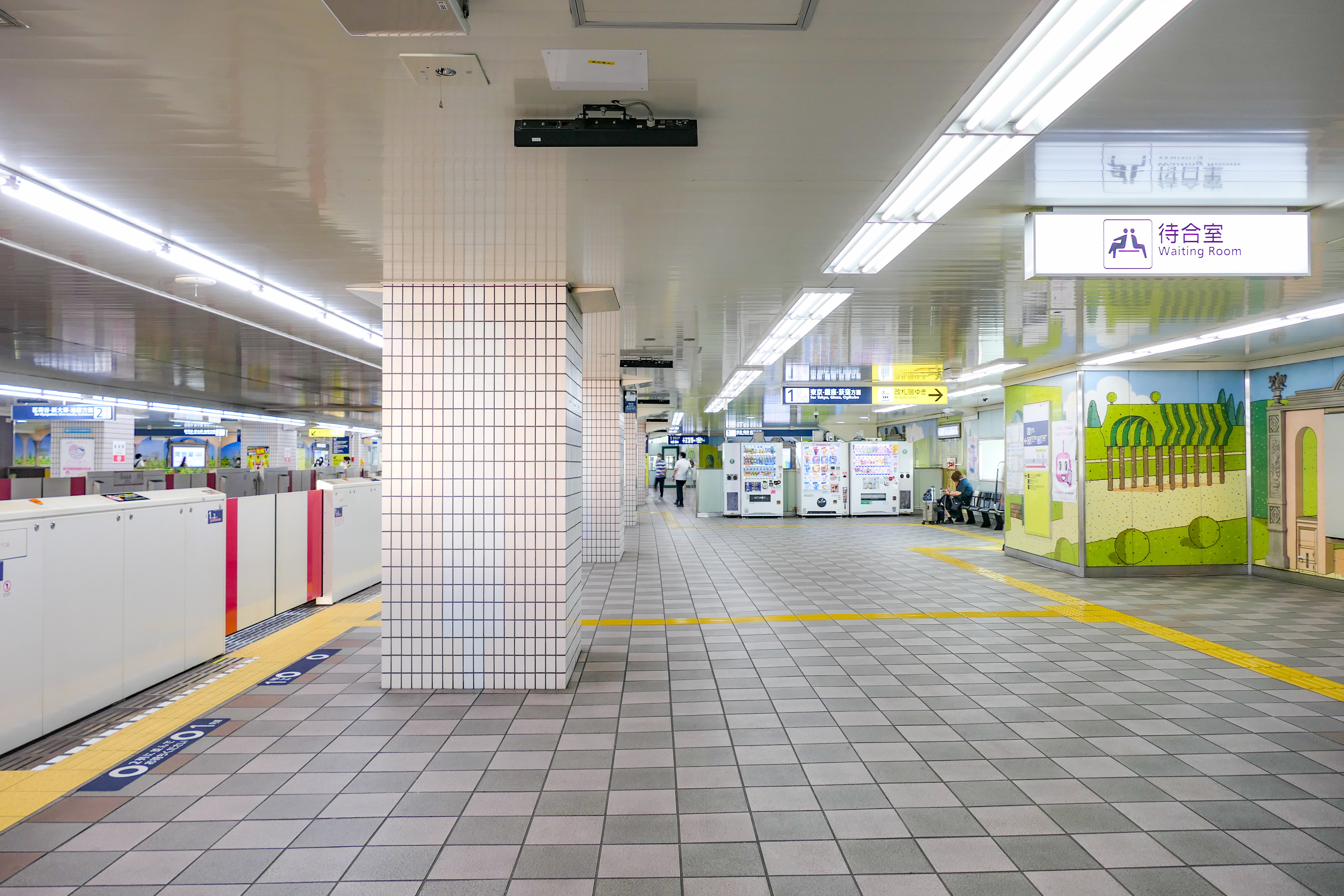
丸之内線1號月台（2022年7月）
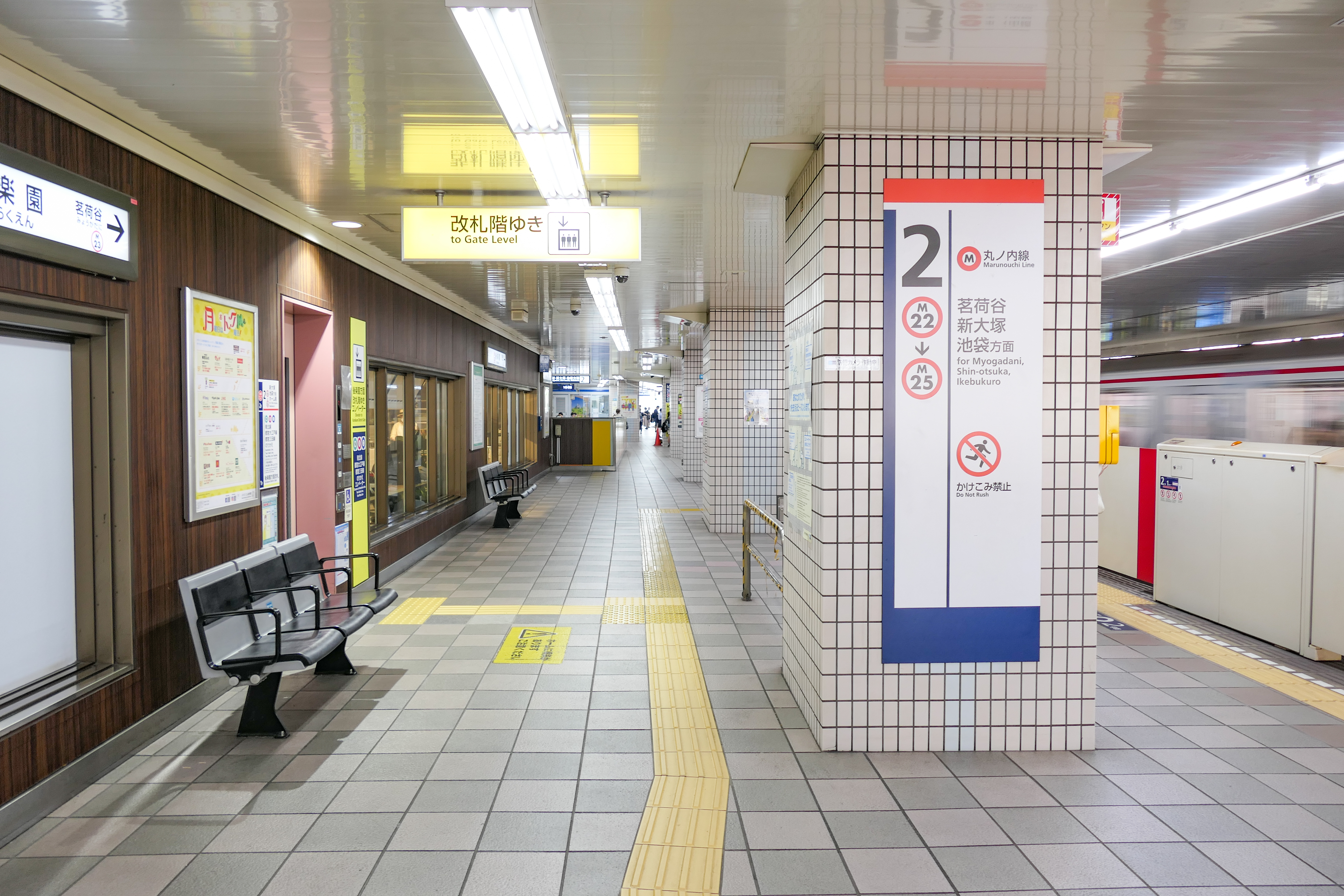
丸之内線2號月台（2022年7月）
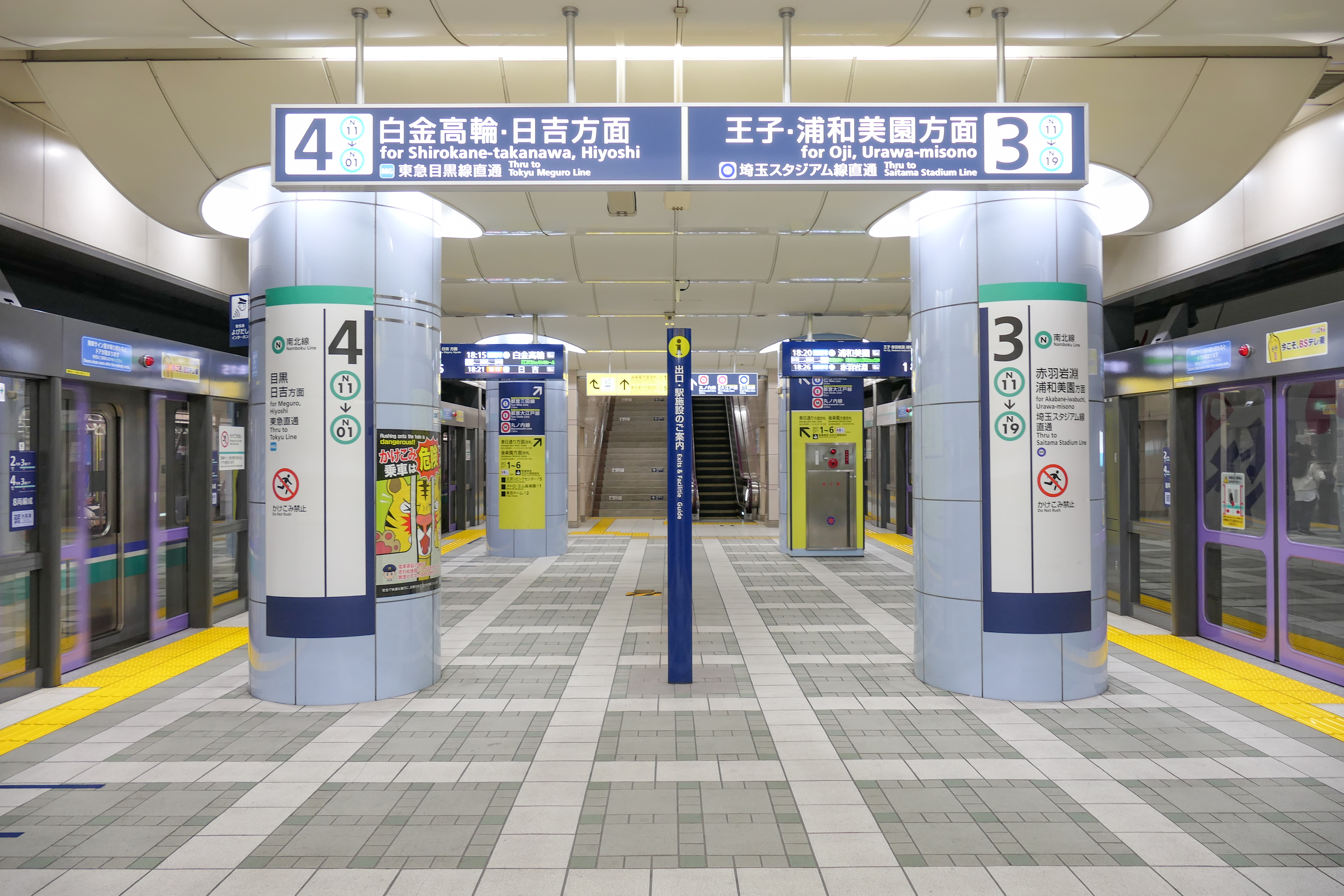
南北線3號與月台（2022年12月）
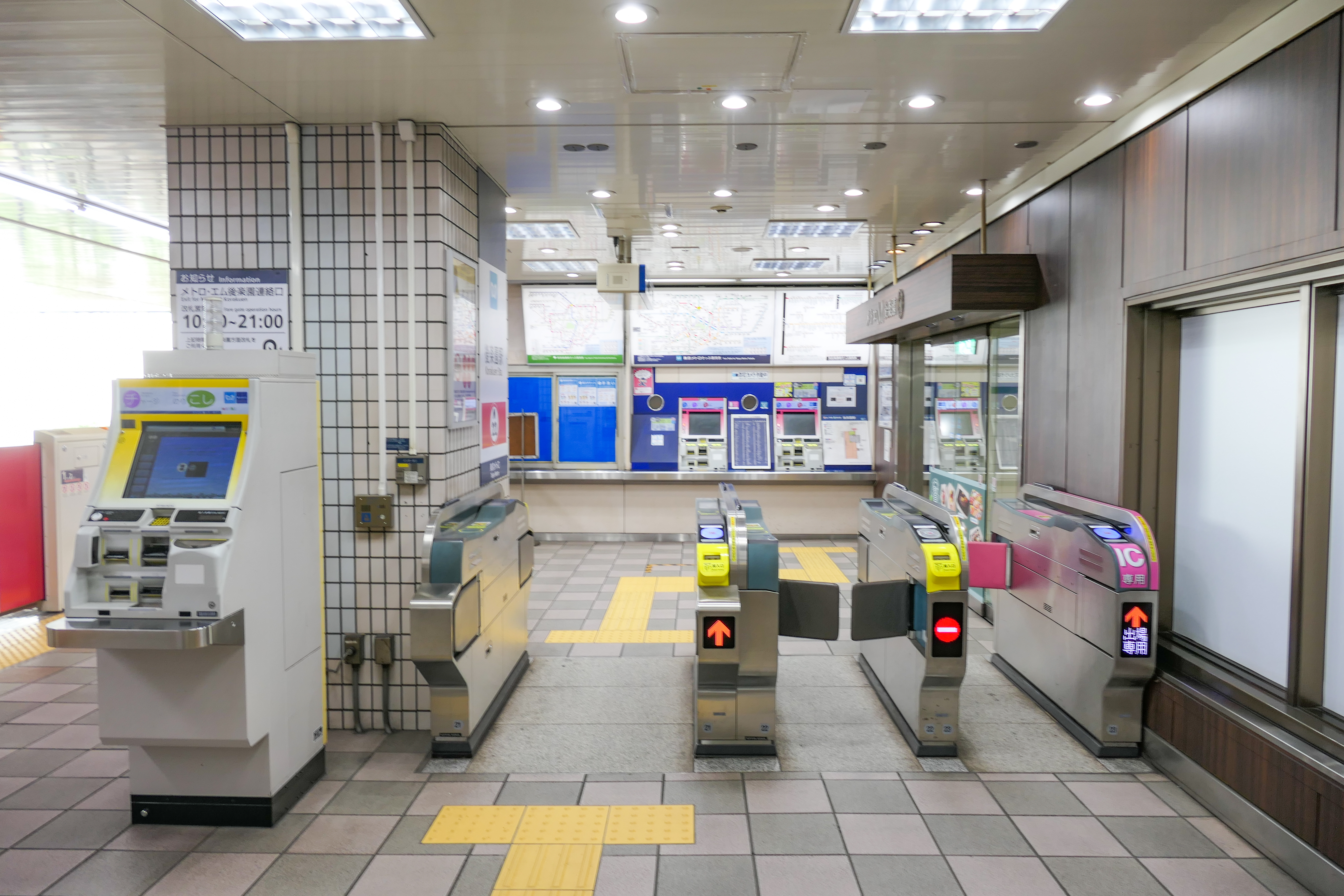
往Metro M後樂園方向的驗票閘口（2022年7月）
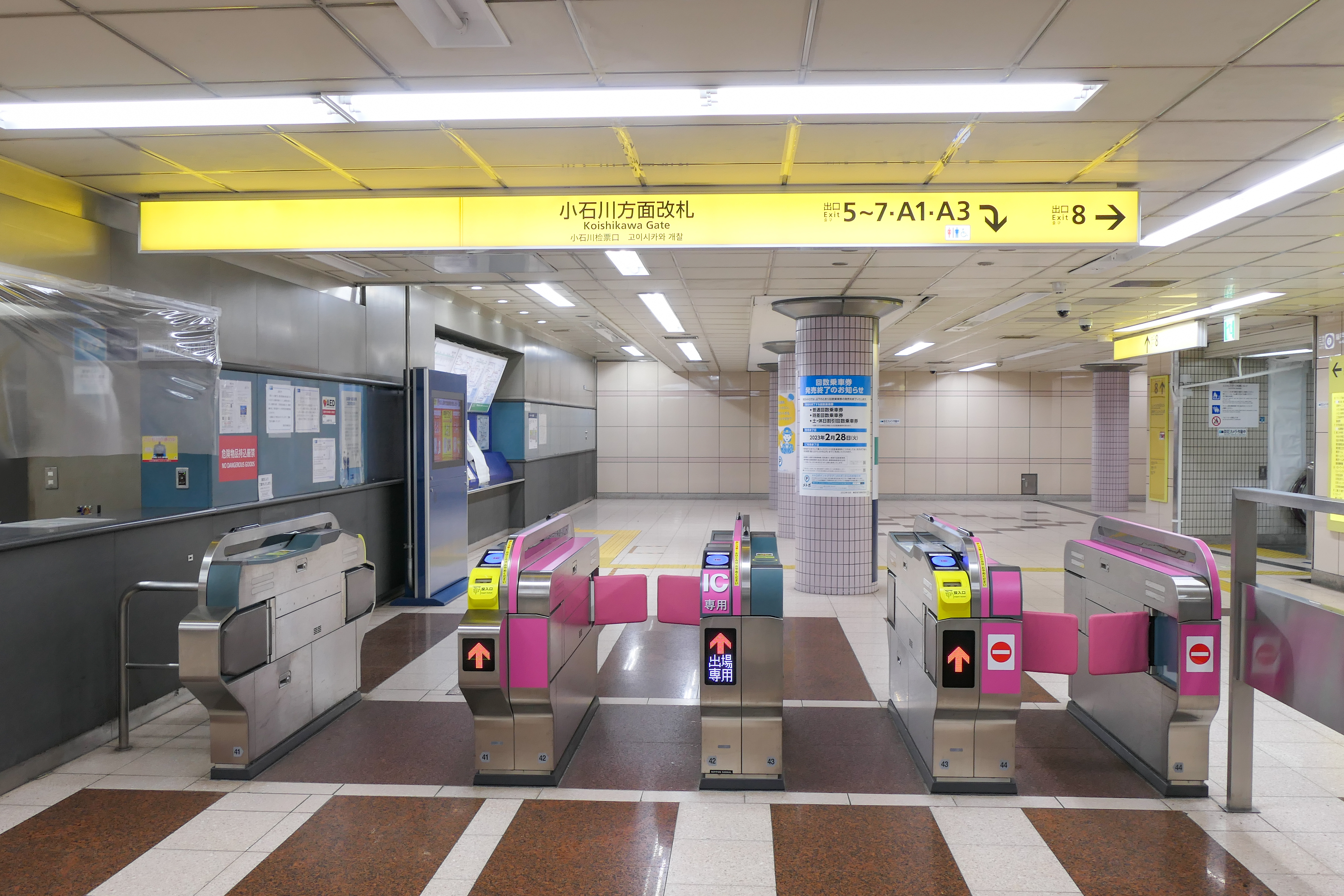
往小石川方向的驗票閘口 (2022年12月)
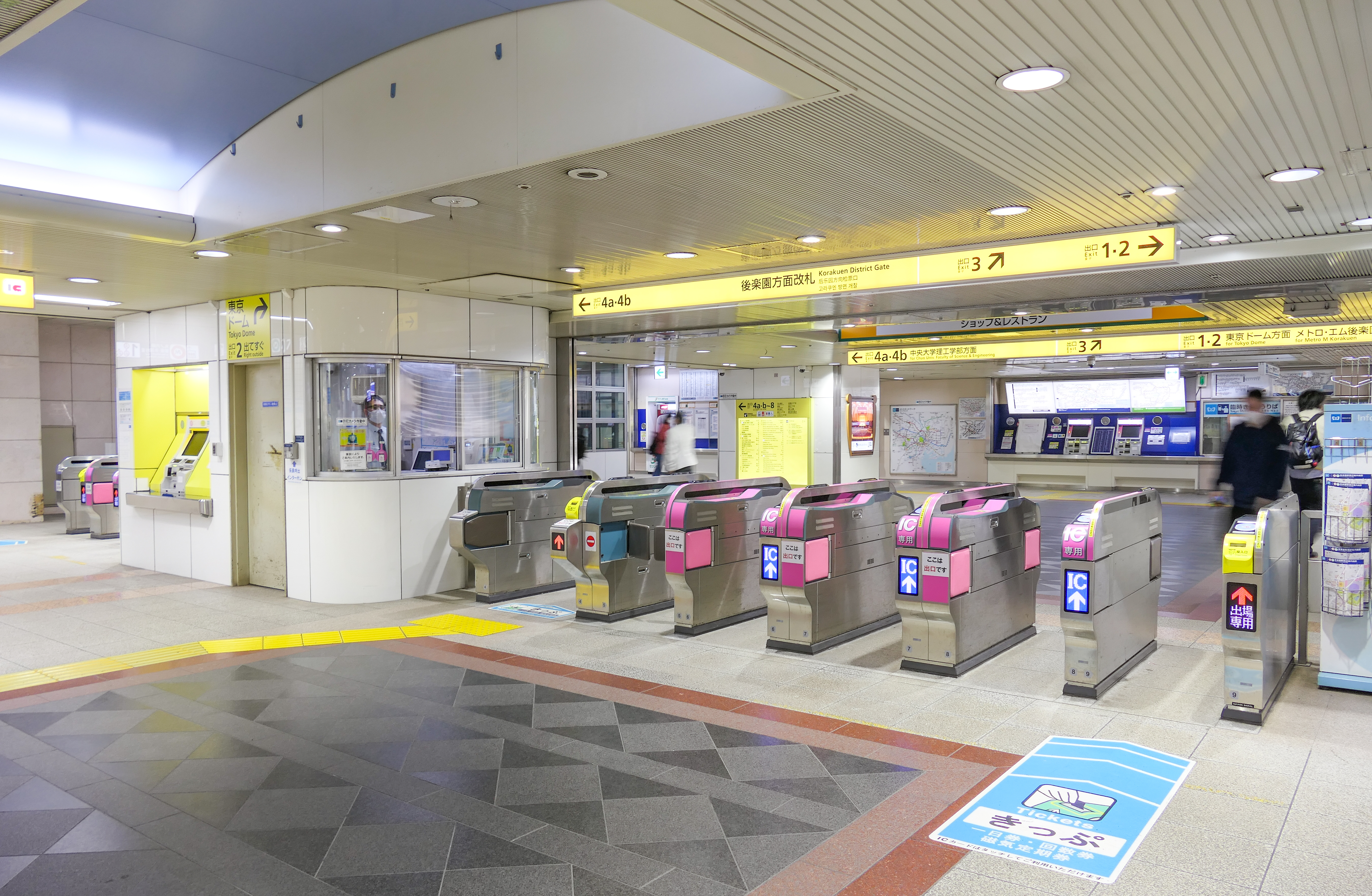
往後樂園方向的驗票閘口（2022年12月）

備註
- 丸之內線位於地上二樓，南北線位於地下六樓，層數相差相當大（高低差40米），是東京的地下鐵車站中高低差最大的一站[15]，相互轉乘的轉換時間十分長。
- 南北線車站內有許多支柱。
- 南北線月台是全高式月台門，丸之內線月台則是可動式月台門。
- 各月台皆有電梯與電扶梯通往大廳。但是，丸之內線剪票口層與南北線剪票口層之間沒有電梯直通。

## METRO M後樂園
車站大樓「METRO M後樂園」（メトロ・エム後楽園）是1994年啟用的營團地下鐵第一座車站大樓。民營化後成為直營事業，2006年起由同年設立的子公司Metro Properties管理、營運。
主要租戶
- 咖哩王樣（日语：カレーの王様）
- 麥當勞
- 和幸豬排（日语：和幸商事）
- 生活彩家（日语：ポプラ (コンビニエンスストア)）（超商）
- 郵貯銀行 (ATM)
- 丸善（日语：丸善）
- 大創百貨
- 松本清

## 利用狀況
2017年度1日平均上下車人次為105,720人。
- 東京地下鐵全部130個車站當中排行37位。此數值不包括丸之內線、南北線間的轉乘人次。
  - 若包括丸之內線、南北線間的轉乘人次，2017年度各路線1日平均上下車人次如下[* 1]。
    - 丸之內線 - 86,349人 - 同線內次於池袋站、新宿站、東京站、赤坂見附站、大手町站、新宿三丁目站、銀座站、霞關站、四谷站、荻窪站、西新宿站排行第12位。
    - 南北線 - 62,027人 - 同線內次於溜池山王站、目黑站、飯田橋站、赤羽岩淵站、六本木一丁目站、四谷站、永田町站、王子站排行第9位。

### 各年度1日平均上下車人次
各年度1日平均上下車人次如下表。
| 年度               | 營團 / 東京地下鐵  | 營團 / 東京地下鐵 |
| 年度               | 1日平均 上下車人次 | 增長率            |
| ------------------ | ------------------ | ----------------- |
| 1967年（昭和42年） | 35,732             |                   |
| 1968年（昭和43年） | 36,370             | 1.8%              |
| 1969年（昭和44年） | 43,676             | 20.1%             |
| 1970年（昭和45年） | 46,501             | 6.5%              |
| 1971年（昭和46年） | 45,362             | −2.4%             |
| 1972年（昭和47年） | 45,190             | −0.4%             |
| 1973年（昭和48年） | 42,451             | −6.1%             |
| 1974年（昭和49年） | 45,118             | 6.3%              |
| 1975年（昭和50年） | 37,841             | −16.1%            |
| 1976年（昭和51年） | 38,426             | 1.5%              |
| 1977年（昭和52年） | 39,079             | 1.7%              |
| 1978年（昭和53年） | 37,870             | −3.1%             |
| 1979年（昭和54年） | 39,242             | 3.6%              |
| 1980年（昭和55年） | 41,127             | 4.8%              |
| 1981年（昭和56年） | 44,390             | 7.9%              |
| 1982年（昭和57年） | 43,462             | −2.1%             |
| 1983年（昭和58年） | 43,036             | −1.0%             |
| 1984年（昭和59年） | 43,607             | 1.3%              |
| 1985年（昭和60年） | 43,885             | 0.6%              |
| 1986年（昭和61年） | 44,284             | 0.9%              |
| 1987年（昭和62年） | 46,999             | 6.1%              |
| 1988年（昭和63年） | 49,122             | 4.5%              |
| 1989年（平成元年） | 57,632             | 17.3%             |
| 1990年（平成02年） | 57,377             | −0.4%             |
| 1991年（平成03年） | 50,766             | −11.5%            |
| 1992年（平成04年） | 50,163             | −1.2%             |
| 1993年（平成05年） | 49,470             | −1.4%             |
| 1994年（平成06年） | 55,064             | 11.3%             |
| 1995年（平成07年） | 64,748             | 17.6%             |
| 1996年（平成08年） | 63,933             | −1.3%             |
| 1997年（平成09年） | 63,975             | 0.1%              |
| 1998年（平成10年） | 64,653             | 1.1%              |
| 1999年（平成11年） | 66,370             | 2.7%              |
| 2000年（平成12年） | 69,142             | 4.2%              |
| 2001年（平成13年） | 72,061             | 4.2%              |
| 2002年（平成14年） | 71,126             | −1.3%             |
| 2003年（平成15年） | 73,252             | 3.0%              |
| 2004年（平成16年） | 78,687             | 7.4%              |
| 2005年（平成17年） | 81,717             | 3.9%              |
| 2006年（平成18年） | 82,552             | 1.0%              |
| 2007年（平成19年） | 87,726             | 6.3%              |
| 2008年（平成20年） | 90,756             | 3.5%              |
| 2009年（平成21年） | 92,546             | 2.0%              |
| 2010年（平成22年） | 90,601             | −2.1%             |
| 2011年（平成23年） | 89,502             | −1.2%             |
| 2012年（平成24年） | 93,436             | 4.4%              |
| 2013年（平成25年） | 97,348             | 4.2%              |
| 2014年（平成26年） | 97,773             | 0.4%              |
| 2015年（平成27年） | 100,016            | 2.3%              |
| 2016年（平成28年） | 102,815            | 2.8%              |
| 2017年（平成29年） | 105,720            | 2.8%              |

### 各年度1日平均上車人次（1956年－2000年）
各年度1日平均上車人次數如下表。
| 年度               | 丸之內線 | 南北線 | 來源              |
| ------------------ | -------- | ------ | ----------------- |
| 1956年（昭和31年） | 2,919    | 未開業 | [ 東京都統計 1 ]  |
| 1957年（昭和32年） | 3,869    | 未開業 | [ 東京都統計 2 ]  |
| 1958年（昭和33年） | 6,027    | 未開業 | [ 東京都統計 3 ]  |
| 1959年（昭和34年） | 7,223    | 未開業 | [ 東京都統計 4 ]  |
| 1960年（昭和35年） | 7,448    | 未開業 | [ 東京都統計 5 ]  |
| 1961年（昭和36年） | 10,148   | 未開業 | [ 東京都統計 6 ]  |
| 1962年（昭和37年） | 10,982   | 未開業 | [ 東京都統計 7 ]  |
| 1963年（昭和38年） | 13,801   | 未開業 | [ 東京都統計 8 ]  |
| 1964年（昭和39年） | 14,728   | 未開業 | [ 東京都統計 9 ]  |
| 1965年（昭和40年） | 17,975   | 未開業 | [ 東京都統計 10 ] |
| 1966年（昭和41年） | 18,367   | 未開業 | [ 東京都統計 11 ] |
| 1967年（昭和42年） | 18,984   | 未開業 | [ 東京都統計 12 ] |
| 1968年（昭和43年） | 18,250   | 未開業 | [ 東京都統計 13 ] |
| 1969年（昭和44年） | 22,103   | 未開業 | [ 東京都統計 14 ] |
| 1970年（昭和45年） | 24,248   | 未開業 | [ 東京都統計 15 ] |
| 1971年（昭和46年） | 24,225   | 未開業 | [ 東京都統計 16 ] |
| 1972年（昭和47年） | 23,609   | 未開業 | [ 東京都統計 17 ] |
| 1973年（昭和48年） | 22,623   | 未開業 | [ 東京都統計 18 ] |
| 1974年（昭和49年） | 22,345   | 未開業 | [ 東京都統計 19 ] |
| 1975年（昭和50年） | 21,283   | 未開業 | [ 東京都統計 20 ] |
| 1976年（昭和51年） | 21,752   | 未開業 | [ 東京都統計 21 ] |
| 1977年（昭和52年） | 21,811   | 未開業 | [ 東京都統計 22 ] |
| 1978年（昭和53年） | 21,260   | 未開業 | [ 東京都統計 23 ] |
| 1979年（昭和54年） | 22,402   | 未開業 | [ 東京都統計 24 ] |
| 1980年（昭和55年） | 22,981   | 未開業 | [ 東京都統計 25 ] |
| 1981年（昭和56年） | 24,306   | 未開業 | [ 東京都統計 26 ] |
| 1982年（昭和57年） | 24,339   | 未開業 | [ 東京都統計 27 ] |
| 1983年（昭和58年） | 24,252   | 未開業 | [ 東京都統計 28 ] |
| 1984年（昭和59年） | 24,494   | 未開業 | [ 東京都統計 29 ] |
| 1985年（昭和60年） | 24,294   | 未開業 | [ 東京都統計 30 ] |
| 1986年（昭和61年） | 24,919   | 未開業 | [ 東京都統計 31 ] |
| 1987年（昭和62年） | 25,931   | 未開業 | [ 東京都統計 32 ] |
| 1988年（昭和63年） | 28,991   | 未開業 | [ 東京都統計 33 ] |
| 1989年（平成元年） | 28,150   | 未開業 | [ 東京都統計 34 ] |
| 1990年（平成02年） | 28,339   | 未開業 | [ 東京都統計 35 ] |
| 1991年（平成03年） | 28,334   | 未開業 | [ 東京都統計 36 ] |
| 1992年（平成04年） | 28,468   | 未開業 | [ 東京都統計 37 ] |
| 1993年（平成05年） | 28,110   | 未開業 | [ 東京都統計 38 ] |
| 1994年（平成06年） | 29,099   | 未開業 | [ 東京都統計 39 ] |
| 1995年（平成07年） | 28,790   | 4,667  | [ 東京都統計 40 ] |
| 1996年（平成08年） | 27,901   | 5,477  | [ 東京都統計 41 ] |
| 1997年（平成09年） | 26,274   | 6,868  | [ 東京都統計 42 ] |
| 1998年（平成10年） | 26,381   | 7,704  | [ 東京都統計 43 ] |
| 1999年（平成11年） | 25,675   | 8,164  | [ 東京都統計 44 ] |
| 2000年（平成12年） | 25,268   | 9,047  | [ 東京都統計 45 ] |

### 各年度1日平均上車人次（2001年以後）
| 年度               | 丸之內線 | 南北線 | 來源              |
| ------------------ | -------- | ------ | ----------------- |
| 2001年（平成13年） | 24,721   | 11,512 | [ 東京都統計 46 ] |
| 2002年（平成14年） | 24,271   | 12,041 | [ 東京都統計 47 ] |
| 2003年（平成15年） | 25,090   | 13,325 | [ 東京都統計 48 ] |
| 2004年（平成16年） | 25,940   | 13,712 | [ 東京都統計 49 ] |
| 2005年（平成17年） | 26,775   | 14,274 | [ 東京都統計 50 ] |
| 2006年（平成18年） | 27,030   | 14,688 | [ 東京都統計 51 ] |
| 2007年（平成19年） | 28,352   | 16,077 | [ 東京都統計 52 ] |
| 2008年（平成20年） | 29,353   | 16,764 | [ 東京都統計 53 ] |
| 2009年（平成21年） | 29,800   | 16,986 | [ 東京都統計 54 ] |
| 2010年（平成22年） | 28,811   | 16,878 | [ 東京都統計 55 ] |
| 2011年（平成23年） | 28,404   | 16,583 | [ 東京都統計 56 ] |
| 2012年（平成24年） | 29,640   | 17,419 | [ 東京都統計 57 ] |
| 2013年（平成25年） | 30,766   | 18,208 | [ 東京都統計 58 ] |
| 2014年（平成26年） | 30,770   | 18,370 | [ 東京都統計 59 ] |
| 2015年（平成27年） | 31,257   | 18,995 | [ 東京都統計 60 ] |
| 2016年（平成28年） | 31,956   | 19,693 | [ 東京都統計 61 ] |

備註
1. ↑  1996年3月26日開業。開業日から同年3月31日までの計6日間を集計したデータ。

## 車站周邊
- 東京巨蛋城
  - 東京巨蛋
  - 東京巨蛋城遊樂園（日语：東京ドームシティアトラクションズ）
  - LaQua（日语：ラクーア）
  - 東京巨蛋飯店
  - 後樂園會館（日语：後楽園ホール）大樓
  - 黃色大樓
    - WINS後樂園（日语：ウインズ後楽園）
    - offt後樂園（日语：offt後楽園）
    - 東京巨蛋城郵便局

  - MEETS PORT
- 文京公民中心
  - 文京區役所
  - 文京市民會館（日语：文京シビックホール）
  - 文京春日郵便局
- 講道館
- 小石川後樂園
- 寶生能樂堂
- 中央大學後樂園校區（理工學部）
- 中央大學高等學校（日语：中央大学高等学校）
- 筑波大學附屬大塚特別支援學校（日语：筑波大学附属大塚特別支援学校）
- 東京都戰歿者靈苑（日语：東京都戦没者霊苑）
- 小石川大神宮（日语：小石川大神宮）
- 小石川稅務署
- 富坂警察署（日语：富坂警察署）
- 警視廳第五方面本部

## 路線巴士
- 春日站前
  - 都營巴士
  - 1號乘車處
    - 都02：經御徒町站前、本所一丁目往錦糸町站前
    - 都02乙：經水道橋站前往一橋 ※僅平日與周六早上
    - 上60：經根津站前往上野公園
    - 上69：經本鄉三丁目站前往上野公園

  - 2號乘車處
    - 都02：經茗荷谷站前往大塚站前
    - 都02乙：經護國寺前往池袋站東口
    - 上69：經早稻田、高田馬場站前往小瀧橋車庫前

  - 3號乘車處
    - 上60：經白山二丁目往大塚站前
    - 上60：經白山二丁目、大塚站前、向原往池袋站東口（平日、周六早、晚）

  - 4號乘車處
    - 都02：往東京巨蛋城
    - 都02乙：往東京巨蛋城
    - 上69：下車專用

- 文京公民中心（與都營巴士春日站前4號乘車處同處）
  - 文京區社區中心Bーぐる「千駄木、駒込路線」：往LaQua
  - 文京區社區中心Bーぐる「目白台、小日向路線」：往江戶川橋站、椿山莊、護國寺站、茗荷谷站方向

- 後樂園站
  - 文京區社區中心Bーぐる「目白台、小日向路線」：往文京公民中心

- 春日站
  - 文京區社區中心Bーぐる「千駄木、駒込路線」：往LaQua
  - 文京區社區中心Bーぐる「千駄木、駒込路線」：往白山下、千駄木站、南北線駒込站方向

- LaQua
  - 文京區社區中心Bーぐる「千駄木、駒込路線」：往白山下、千駄木站、南北線駒込站方向

## 相鄰車站
東京地下鐵
 丸之內線
本鄉三丁目（M 21）－後樂園（M 22）－茗荷谷（M 23）
 南北線
飯田橋（N 10）－後樂園（N 11）－東大前（N 12）

### 來源
地下鐵1日平均使用人數
地下鐵統計資料
1. 1 2  各種報告書 （页面存档备份，存于） - 関東交通広告協議会
2. 1 2 3  文京の統計 （页面存档备份，存于） - 文京区

東京都統計年鑑
1. ↑  昭和31年PDF - 16ページ
2. ↑  昭和32年PDF - 16ページ
3. ↑  昭和33年PDF - 16ページ
4. ↑  .   [2019-01-06]. （原始内容存档于2016-03-05）.
5. ↑  .   [2019-01-06]. （原始内容存档于2016-03-05）.
6. ↑  .   [2019-01-06]. （原始内容存档于2015-06-29）.
7. ↑  .   [2019-01-06]. （原始内容存档于2015-06-29）.
8. ↑  .   [2019-01-06]. （原始内容存档于2015-06-29）.
9. ↑  .   [2019-01-06]. （原始内容存档于2015-06-29）.
10. ↑  .   [2019-01-06]. （原始内容存档于2016-03-05）.
11. ↑  .   [2019-01-06]. （原始内容存档于2016-03-05）.
12. ↑  .   [2019-01-06]. （原始内容存档于2016-03-05）.
13. ↑  .   [2019-01-06]. （原始内容存档于2016-03-05）.
14. ↑  .   [2019-01-06]. （原始内容存档于2016-03-05）.
15. ↑  .   [2019-01-06]. （原始内容存档于2016-03-05）.
16. ↑  .   [2019-01-06]. （原始内容存档于2015-06-29）.
17. ↑  .   [2019-01-06]. （原始内容存档于2015-06-29）.
18. ↑  .   [2019-01-06]. （原始内容存档于2015-06-29）.
19. ↑  .   [2019-01-06]. （原始内容存档于2016-03-05）.
20. ↑  .   [2019-01-06]. （原始内容存档于2016-06-02）.
21. ↑  .   [2019-01-06]. （原始内容存档于2015-06-29）.
22. ↑  .   [2019-01-06]. （原始内容存档于2016-03-05）.
23. ↑  .   [2019-01-06]. （原始内容存档于2015-06-29）.
24. ↑  .   [2019-01-06]. （原始内容存档于2016-03-05）.
25. ↑  .   [2019-01-06]. （原始内容存档于2016-03-05）.
26. ↑  .   [2019-01-06]. （原始内容存档于2016-03-05）.
27. ↑  .   [2019-01-06]. （原始内容存档于2015-06-29）.
28. ↑  .   [2019-01-06]. （原始内容存档于2015-06-29）.
29. ↑  .   [2019-01-06]. （原始内容存档于2015-06-29）.
30. ↑  .   [2019-01-06]. （原始内容存档于2016-03-05）.
31. ↑  .   [2019-01-06]. （原始内容存档于2016-03-05）.
32. ↑  .   [2019-01-06]. （原始内容存档于2015-06-29）.
33. ↑  .   [2019-01-06]. （原始内容存档于2016-03-05）.
34. ↑  .   [2019-01-06]. （原始内容存档于2016-03-05）.
35. ↑  .   [2019-01-06]. （原始内容存档于2016-03-05）.
36. ↑  .   [2019-01-06]. （原始内容存档于2016-03-05）.
37. ↑  平成4年
38. ↑  平成5年
39. ↑  平成6年
40. ↑  .   [2016-08-13]. （原始内容存档于2013-02-03）.
41. ↑  平成8年
42. ↑  .   [2016-08-13]. （原始内容存档于2016-03-04）.
43. ↑  平成10年PDF
44. ↑  平成11年PDF
45. ↑  .   [2016-08-13]. （原始内容存档于2016-03-04）.
46. ↑  .   [2016-08-13]. （原始内容存档于2016-03-04）.
47. ↑  .   [2016-08-13]. （原始内容存档于2017-07-29）.
48. ↑  .   [2016-08-13]. （原始内容存档于2017-07-29）.
49. ↑  .   [2016-08-13]. （原始内容存档于2017-07-29）.
50. ↑  .   [2016-08-13]. （原始内容存档于2017-07-29）.
51. ↑  .   [2016-08-13]. （原始内容存档于2017-07-29）.
52. ↑  .   [2016-08-13]. （原始内容存档于2017-07-29）.
53. ↑  .   [2016-08-13]. （原始内容存档于2017-07-29）.
54. ↑  .   [2016-08-13]. （原始内容存档于2016-03-26）.
55. ↑  .   [2019-01-06]. （原始内容存档于2016-03-27）.
56. ↑  .   [2019-01-06]. （原始内容存档于2016-03-25）.
57. ↑  .   [2019-01-06]. （原始内容存档于2016-03-27）.
58. ↑  .   [2019-01-06]. （原始内容存档于2016-03-22）.
59. ↑  .   [2019-01-06]. （原始内容存档于2017-07-30）.
60. ↑  .   [2019-01-06]. （原始内容存档于2018-11-09）.
61. ↑  .   [2019-01-06]. （原始内容存档于2019-05-02）.

## 外部連結
- 後樂園/M22/N11 | 路線・車站資訊 | 東京地下鐵